# 古賀麻里沙
古賀 麻里沙（こが ありさ、1987年12月16日 - ）は、日本のタレント。福岡県出身。スターダストプロモーション 制作一部 所属。

## 人物
A型。日本ビール検定 1級所持。
特技はピアノ（5歳～12歳）とダンス（10歳～26歳）、趣味は読書（月20冊）・映画鑑賞（月20本）・お酒 である。

## 映画
- ちはやふるー結びー（2018年3月）

## テレビ
- お願い!ランキング（2015年10月　テレビ朝日）
- モーニングチャージ!（2015年10月～2016年6月　テレビ東京）
- ナイスルッキング（2015年11月～2018年12月　ケーブルテレビYOU TV）
- news every.（2018年5月 日本テレビ）
- 弟の夫（2018年3月11日　NHKBSプレミアム）
- パブロクの犬（2018年11月　TBS）
- 99人の壁（2019年8月　フジテレビ）

## ラジオ
- 松木安太郎の「バーンやってドーン！」レギュラーパーソナリティ（2015年10月～2016年9月）

## イベント
- サッポロビール株式会社「HOPPIN' GARAGE 商品発表会」MC（2019年9月10日）
- リズム株式会社「TOKYO REISM NIGHT『ビールおねえさんと学ぶクラフトビール入門』」ゲスト出演（2019年11月13日）
- サッポロビールオンライン飲み会「おうち居酒屋LIVE」MC（2020年5月2日～6日）

## WEB
- 旅色プラス“ビールおねえさん”古賀麻里沙の「びあばな」（2019年8月～）

## CM
- 福岡中央銀行（2009年11月）
- 西日本鉄道（2010年10月）
- 雲仙観光協会（2012年1月）
- 鹿児島銀行（2012年4月）
- パラダイスガーデンサセボ（2012年8月）
- 丸永製菓白くま(2013年1月)
- サカイ引越センター（2013年9月）
- 熊本在宅医療（2013年9月）
- 福岡県医師会（2013年11月）
- UR賃貸住宅九州（2013年11月）
- ポカリスウェット（2014年3月）
- 鶴屋百貨店（2014年4月）
- アサヒ緑健「緑効青汁」（2017年5月16日～2018年5月31日）

## 舞台
- 「湯もみガールズIV」（2017年12月6日～12月10日）